# هوارد (مقاطعة شبوا)
هوارد، مقاطعة شبوا (بالإنجليزية: Howard, Chippewa County, Wisconsin)‏ هي بلدة تقع بولاية ويسكونسن في الولايات المتحدة. تبلغ مساحتها 92.7 (كم²)، وترتفع عن سطح البحر 345 م، بلغ عدد سكانها 648 نسمة في عام 2000 حسب إحصاء مكتب تعداد الولايات المتحدة وتصل الكثافة السكانية فيها 7 نسمة/كم2.

## وصلات خارجية
- The US50 - Cities and Towns in Wisconsin State
- Wisconsin Cities and Towns, Facts, Map, Flag, Colleges, Government, and More